# Горњи Драгоножец
Горњи Драгоножец (хрв. Gornji Dragonožec) је насељено место у саставу града Загреба, Хрватска.

## Историја
До територијалне реорганизације у Хрватској био је у саставу ужег подручја града Загреб.

## Становништво
На попису становништва из 2021. године, Горњи Драгоножец је имао 308 становника.
| Број становника према пописима | Број становника према пописима | Број становника према пописима | Број становника према пописима | Број становника према пописима | Број становника према пописима | Број становника према пописима | Број становника према пописима | Број становника према пописима | Број становника према пописима | Број становника према пописима | Број становника према пописима | Број становника према пописима | Број становника према пописима | Број становника према пописима | Број становника према пописима | Број становника према пописима |
| ------------------------------ | ------------------------------ | ------------------------------ | ------------------------------ | ------------------------------ | ------------------------------ | ------------------------------ | ------------------------------ | ------------------------------ | ------------------------------ | ------------------------------ | ------------------------------ | ------------------------------ | ------------------------------ | ------------------------------ | ------------------------------ | ------------------------------ |
| 1857.                          | 1869.                          | 1880.                          | 1890.                          | 1900.                          | 1910.                          | 1921.                          | 1931.                          | 1948.                          | 1953.                          | 1961.                          | 1971.                          | 1981.                          | 1991.                          | 2001.                          | 2011.                          | 2021.                          |
| 0                              | 0                              | 0                              | 0                              | 0                              | 0                              | 0                              | 0                              | 183                            | 177                            | 134                            | 129                            | 137                            | 158                            | 246                            | 295                            | 308                            |

Напомена: Исказује се као насеље од 1948. Насеља Доњи Драгоножец и Горњи Драгоножец исказују се од 1948. Од 1857. до 1880. и од 1900. до 1931. исказивано је насеље Драгоножец. За то некадашње насеље подаци су приказани у насељу Доњи Драгоножец. Године 1890. садржи податке за некадашње насеље Драгоножец Доњи.